# What Remains (miniserie televisiva)
What Remains è una miniserie televisiva britannica in 4 episodi, trasmessa dalla BBC a partire dal 25 agosto 2013.
Serie poliziesca, segue le vicende del ritrovamento del cadavere di una giovane nella soffitta di un appartamento e le successive indagini del detective Len Harper, al suo ultimo caso prima della pensione.

## Trama
Il corpo di Melissa Young, una giovane corpulenta sparita misteriosamente da anni, viene ritrovato casualmente da Vidya, nuova inquilina di uno stabile in cui vivono altre 3 famiglie. Le indagini, su quello che all'inizio sembra essere un incidente, vengono condotte dal detective Harper, a pochi giorni dal suo pensionamento. Harper sospetta fin dall'inizio che si tratti di un omicidio, e rimane emotivamente scosso dal fatto che nessuno abbia cercato notizie su Melissa. 
Man mano che indagini procedono, gli altri inquilini, borghesi apparentemente riservati e tranquilli, rivelano una fitta trama di rapporti e di segreti gelosamente custoditi, alcuni dei quali direttamente legati alla figura di Melissa. Harper, che segue il caso personalmente (e all'oscuro dei suoi colleghi) anche quando questo è stato archiviato come incidente e dopo che è entrato ufficialmente in pensione, entra in simpatia con la giovane Vidya, che aspetta un bambino dal suo ragazzo Michael, commesso in un negozio di scarpe da ginnastica. Vidya e Harper cercano di far luce sul passato di Melissa, e tracciano a poco a poco il ritratto di una ragazza estremamente sola che viveva con estremo disagio la sua situazione fisica.

## Accoglienza

### Critica
La miniserie ha avuto un positivo riscontro di critica: il pilot è stato definito "eccellente (...) in cui l'indagine convenzionale si mischia al cinema (...) con chiare influenze di serie scandinave, tra cui The Killing" (Ben Lawrence, Daily Telegraph). Sempre il Telegraph l'ha definita come un "quadro desolante dell'Inghilterra odierna" (M. Sweet).
Il primo episodio, in onda il 25 agosto 2013, è stato visto da 5,23 milioni di persone (20,6% share).